# Muncul
Muncul is een bestuurslaag in het regentschap Tangerang Selatan van de provincie Banten, Indonesië. Muncul telt 7660 inwoners (volkstelling 2010).